# Kecskemét
Kecskemét (ˈkɛtʃkɛmeːt) és una ciutat del centre d'Hongria. És la vuitena ciutat més gran del país, i és la capital del comtat de Bács-Kiskun.

## Demografia
Kecskemét té 111.428 habitants (2009). La població és homogènia, i una gran majoria hongaresa. També hi ha una minoria romaní. El 95% de la població és hongaresa, el 0,8% romaní, el 0,4% alemanya, el 0,2% eslovaca i el 4,8% pertany a altres grups.

## Fills il·lustres
- Emánuel Moór (1863-1931) pianista i compositor musical.

## Ciutats agermanades
- Galanta, Eslovàquia

## Galeria d'imatges

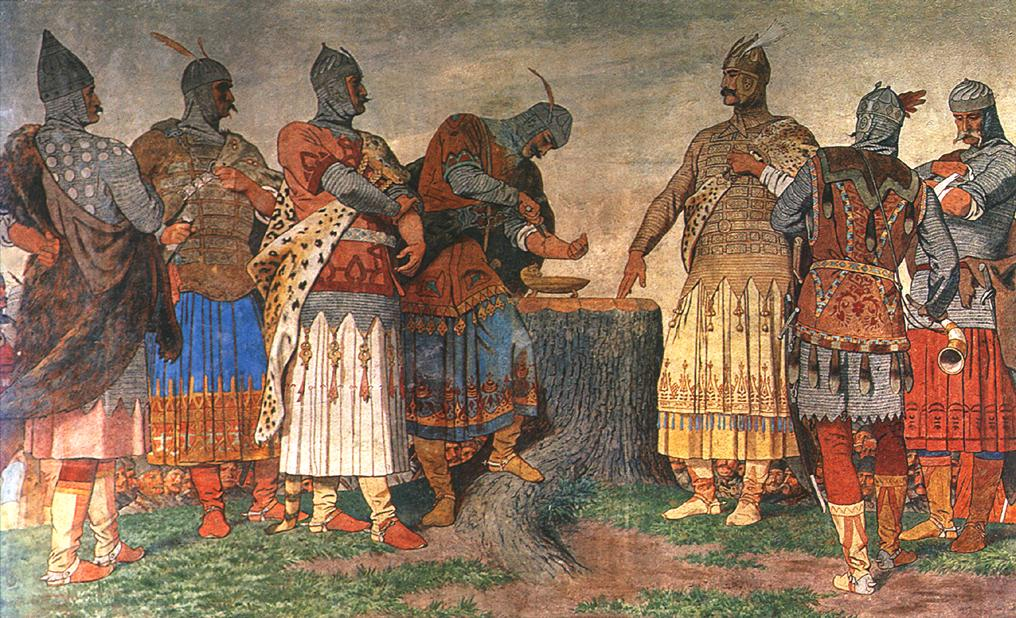
Els set Gran Prínceps segellen el pacte de sang amb el qual s'han unificat les set tribus hongareses.